# معاملة المثليين في قبرص الشمالية
يواجه الأشخاص من المثليين والمثليات ومزدوجي التوجه الجنسي والمتحولين جنسياً (اختصاراً: LGBT) في قبرص الشمالية تحديات قانونية لايواجهها غيرهم من المغايرين. أصبح النشاط الجنسي المثلي قانونيا في قبرص الشمالية منذ 7 فبراير 2014. كانت القوانين السابقة تفرض عقوبة السجن لمدة ثلاث سنوات، وذلك وفقاً لما جاء في المادتين 171 و 173 من القانون الجنائي. أما بالنسبة للمثلية الجنسية بين الإناث فلم يتم تجريمها قانونياَ. وقد تم تسجيل آخر حالات لاعتقال أشخاص بسبب المثلية الجنسية في قبرص الشمالية عام 2011.
تعود القوانين لفترة الحكم الاستعماري البريطاني، حيث تعتبر من مخلفاته بعد حصول الجزيرة على استقلالها عام 1960. بينما قامت قبرص بإلغاء تجريم المثلية الجنسية عام 1998 بهدف الانضمام للاتحاد الأوروبي عام 2004، كانت حالة الشمال المتنازع عليها تعني بأنه يقع خارج الصلاحية القضائية الخاصة بالاتحاد الأوروبي.
كان إلغاء تجريم المثلية بين الذكور خاضعاً لدراسة جديّة منذ عام 2006. وقد زعمت عضو البرلمان الأوروبي مارينا ياناكوداكيس في شهر أكتوبر من عام 2011 أن الرئيس درويش إروغلو وعدها أثناء إحدى زياراتها لشمال قبرص بتشريع المثلية الجنسية مثلما قامت تركيا وقبرص وباقي دول أوروبا.
أُعلن في ديسمبر عام 2011 عن أن المشرعين بقبرص الشمالية سيلغون القانون المجرّم للمثلية الجنسية، وذلك نظراً للضغوط المتزايدة والداعمة لإلغاء القانون من قبل أعضاء بالبرلمان الأوروبي. عبّر الرئيس درويش إروغلو عن رغبته بتوقيع مشروع القانون عندما يقدم إليه. وقد تم تأخير ذلك حتى تم رفع قضيتين ضد قبرص الشمالية في المحكمة الدستورية لجمهورية قبرص الشمالية والمحكمة الأوروبية لحقوق الإنسان. عقب تقديم القضية على المحكمة الأوروبية، وضع مركز تنسيق الاتحاد الأوروبي التابع لرئيس وزراء جمهورية شمال قبرص تعديلاً في أبريل عام 2013 لإلغاء المواد 171 و 172 و 173 من الفصل رقم 154 من القانون الجنائي للجمهورية. كان من المتوقع أن يتم الموافقة على التعديلات الجديدة، إلا أنه تم تأجيل ذلك.
كان من المرجح إذا فشل التشريع في الموافقة عليه، أن تنظر المحكمة الأوروبية لحقوق الإنسان في القضية وتحكم بأن التجريم يشكل انتهاكاً للمادة 8، تماشياً مع قضية دودجون ضد المملكة المتحدة.
استُئنفت الاستعدادات في أكتوبر 2013 لإلغاء تجريم المثلية الجنسية بين الذكور، وصوتت الجمعية بتاريخ 27 يناير 2014 لصالح الإلغاء في القراءة الثانية. وبقي أن يوقع الرئيس على مشروع القانون قبل أن يدخل حيز التنفيذ. وكان الرئيس إروغلو قد أعلن سابقاً عن رغبته بالتوقيع على مشروع القانون.
صوتت الجمعية الوطنية للجمهورية (البرلمان) في 27 يناير عام 2014 على إلغاء أحكام القانون الجنائي التي حظرت العلاقات الجنسية المثلية بين الرجال. وُقِع على القانون وجرى نشره في الصحيفة الرسمية بتاريخ 7 فبراير 2014. ودخل حيز التنفيذ في نفس اليوم الذي نُشر فيه.
كانت قد ترددت دعوات من قبل منظمات غير حكومية لتشريع الزواج من نفس الجنس. اقترح حزب الديمقراطية الاشتراكي قانوناً يشرع زواج المثليين، بيد أن هذا التشريع كان قد واجه معارضة حزب الوحدة الوطنية وهو الحزب الحاكم آنذاك.

## ملخص
| قانونية النشاط الجنسي المثلي                                                                 | (منذ 2014)                                       |
| المساواة في السن القانوني للنشاط الجنسي                                                      | (منذ 2014)                                       |
| قوانين مكافحة التمييز في التوظيف                                                             | (منذ 2014)                                       |
| قوانين مكافحة التمييز في توفير السلع والخدمات                                                | (منذ 2014)                                       |
| قوانين مكافحة التمييز في جميع المجالات الأخرى (تتضمن التمييز غير المباشر، خطاب الكراهية)     | (منذ 2014)                                       |
| زواج المثليين                                                                                | No                                               |
| الاعتراف القانوني بالعلاقات المثلية                                                          | No                                               |
| تبني أحد الشريكين للطفل البيولوجي للشريك الآخر                                               | No                                               |
| التبني المشترك للأزواج المثليين                                                              | No                                               |
| السماح للشخص العازب بالتبني بغض النظر عن توجهه الجنسي                                        | (منذ عام 2014)                                   |
| يسمح للمثليين والمثليات ومزدوجي التوجه الجنسي والمتحولين جنسيا الخدمة علناً في القوات المسلحة | No                                               |
| الحق بتغيير الجنس القانوني                                                                   |                                                  |
| علاج التحويل محظور على القاصرين                                                              | No                                               |
| الحصول على أطفال أنابيب للمثليات                                                             | No                                               |
| الأمومة التلقائية للطفل بعد الولادة                                                          | No                                               |
| تأجير الأرحام التجاري للأزواج المثليين من الذكور                                             | (محظور لجميع الأزواج بغض النظر عن التوجه الجنسي) |
| السماح للرجال الذين مارسوا الجنس الشرجي بالتبرع بالدم                                        | No                                               |